# パスタとパスタ
パスタとパスタは、吉本興業福岡支社に所属する日本のお笑いコンビ。福岡NSC4期生。福岡劇場が選抜した芸歴9年目以下の芸人8組のユニット「福岡ネクストエイト」に所属。

## メンバー
ふぢわら（1999年5月30日 - ）（25歳）
- ボケ担当。立ち位置は向かって左。
- 福岡県北九州市出身。
- 身長169cm、体重66kg。血液型AB型[1]
- 趣味は映画鑑賞[1]
- 特技は大型特殊免許取得、体重の増減[1]
- マッチョ育成ゲーム『マッチョ GoGoGo』というゲームが好き[2]
- 辛いもの好きで、Twitterに七味唐辛子をかけた料理の写真を投稿している[3]。
- NSC入学前は会社員だったが、ドラマ版『火花』に憧れて芸人を志した[4]。

まなべ（2001年6月20日 - ）（23歳）
- ツッコミ担当。立ち位置は向かって右。
- 広島県広島市出身。
- 身長171.2cm、体重61.3kg。血液型B型[1]。
- 趣味は食べること、ぼーっとすること、1週間の計画や予定を立てること、知らない街を歩くこと[1]。
- 特技はテトリス、縄跳び[1]。
- 幼稚園の頃から10年間英会話教室に通っており、中学2年生の時に、英検準2級を取得した[5]。
- 大学進学を機に福岡県に移り、大学に通いながらNSCに通学した[4]。

## 概要
共に福岡NSC4期生であり、NSCで出会いコンビ結成。コンビ名の由来は、サイゼリヤで好きなメニューをコンビ名にしようとした時、どちらも選んだメニューがパスタだったため。
福岡から新たなスターを発掘するために福岡劇場が選抜した芸歴9年目以下の芸人8組のユニット「福岡ネクストエイト」のメンバーであり、2022年10月1日によしもと福岡 大和証券/CONNECT劇場で行われた「8組による新ネタ＋コーナーライブ」内でのキャッチコピーは、「穏やかさと狂気の二面性 福岡よしもと最年少ルーキー」。「福岡ネクストエイト」内でのメンバーカラーはオレンジ。
UNDER5 AWARD2024ではエリア予選通過組として初めて準決勝に進出。またキングオブコント2024では準々決勝に進出した。

## 芸風
主にコント。結成当初は漫才メインだったが、出番が1分しかないことが多かったためショートコントに移行し、「ネクストエイト」選抜後に本格的にコントを始めた。ネタは、2人で話し合いながら作っている。

## 出囃子
- ASIAN KUNG-FU GENERATION 『荒野を歩け』

## 賞レース戦績

### M-1グランプリ
| 年度             | 結果      | エントリーNo. | 日程           | 会場                                 |
| ---------------- | --------- | ------------- | -------------- | ------------------------------------ |
| 2021年（第17回） | 2回戦進出 | 3913          | 10月19日（火） | [東京]雷5656会館ときわホール         |
| 2022年（第18回） | 2回戦進出 | 415           | 10月6日（木）  | [大阪]森ノ宮よしもと漫才劇場         |
| 2023年（第19回） | 2回戦進出 | 5288          | 10月21日（土） | [東京]雷5656会館ときわホール         |
| 2024年（第20回） | 3回戦進出 | 6796          | 10月29日（火） | [大阪]COOL JAPAN PARK OSAKA TTホール |

### キングオブコント
| 年度             | 結果         | 日程          | 会場                                  |
| ---------------- | ------------ | ------------- | ------------------------------------- |
| 2022年（第15回） | 1回戦敗退    | 6月25日（土） | よしもと福岡 大和証券／CONNECT劇場    |
| 2023年（第16回） | 1回戦敗退    | 6月23日（金） | よしもと福岡 ダイワファンドラップ劇場 |
| 2024年（第17回） | 準々決勝進出 | 8月15日（木） | 渋谷区文化総合センター大和田          |

### R-1グランプリ（まなべ）
| 年度             | 結果      | 日程           | 会場                  |
| ---------------- | --------- | -------------- | --------------------- |
| 2022年（第21回） | 1回戦敗退 | 12月26日（月） | [大阪] 朝日生命ホール |

### その他
- 2022年11月19日「マンゲキ×福岡 西日本グランプリ Under-9」第5位（福岡勢1位）[15][16]

- UNDER5 AWARD2023 - 3回戦進出[17]
- UNDER5 AWARD2024 - 準決勝進出[8]
- UNDER5 AWARD2025 - 準決勝進出

## ライブ

### 単独ライブ
2022年
- パスタとパスタ初単独ライブ『パスタとパスタ-1』(12月4日、よしもと福岡 大和証券/CONNECT劇場）[18]

2023年
- パスタとパスタ単独ライブ『パスタとパスタ-2』（3月18日、よしもと福岡 大和証券/CONNECT劇場）[19]
- パスタとパスタ単独ライブ『パスタとパスタ-3』（11月19日、よしもと福岡 ダイワファンドラップ劇場）[20]
- パスタとパスタ単独ライブ『パスタとパスタ-4』（12月17日、よしもと福岡 ダイワファンドラップ劇場）[21]

2024年
- パスタとパスタ単独ライブ『パスタとパスタ-5』（1月28日、よしもと福岡 ダイワファンドラップ劇場）[22]
- パスタとパスタ単独ライブ『パスタとパスタ-6』（2月23日、甘棠館show劇場）
- パスタとパスタ単独ライブ『パスタとパスタ-7』（3月27日、甘棠館show劇場）
- パスタとパスタ単独ライブ『パスタとパスタ-8』（4月26日、甘棠館show劇場）
- パスタとパスタ単独ライブ『パスタとパスタ-9』（5月31日、甘棠館show劇場）
- パスタとパスタ単独ライブ『パスタとパスタ-10』（8月17日、よしもと福岡 大和証券劇場）
- パスタとパスタ単独ライブ『パスタとパスタ-11』（8月23日、甘棠館show劇場）
- パスタとパスタ単独ライブ『パスタとパスタ-12』（9月16日、甘棠館show劇場）
- パスタとパスタ単独ライブ『パスタとパスタ-13』（9月26日、LIVE STAGE NERVE）
- パスタとパスタ単独ライブ『パスタとパスタ-14』（10月25日、LIVE STAGE NERVE）

## 出演

### ラジオ
レギュラー番組
- パスタとパスタの芸人生態学（Stand.fm、2024年9月16日-）-毎週月曜日[23]

過去のレギュラー番組
- 福岡よしもと ハナ金劇場（FM福岡、2023年4月7日-2024年3月29日）-毎週金曜日[24][25][26]

過去の出演
- 福岡よしもと ハナ金劇場（FM福岡、2022年5月6日）[27]
- 新春ちゃちゃちゃぶる～今年も鬼笑いスペシャル～（RKBラジオ、2023年1月2日）[28]
- ハカタカランキン！（FM福岡、2023年1月6日）[29]-ふぢわらのみ
- FM福岡 NEW YEAR SPECIAL「MORE RADIO!! 2024 ～More Sports & More Music～（FM福岡、2024年1月2日）
- Ultra Radio Connection ～DIG!!!!!!!! FUKUOKA (ディグ・フクオカ)～ （FM福岡、2024年3月20日）